# Kołpaki (obwód grodzieński)
Kołpaki (biał. Каўпакі, ros. Колпаки) – wieś na Białorusi, w obwodzie grodzieńskim, w rejonie grodzieńskim, w sielsowiecie Kopciówka.
Dawniej wieś i majątek ziemski. W dwudziestoleciu międzywojennym wieś leżała w Polsce, w województwie białostockim, w powiecie grodzieńskim, w gminie Hornica.
Według Powszechnego Spisu Ludności z 1921 roku wieś zamieszkiwało 221 osób, 29 było wyznania rzymskokatolickiego, 192 prawosławnego. Jednocześnie 141 mieszkańców zadeklarował polską przynależność narodową, a 80 białoruską. Było tu 37 budynków mieszkalnych.